# Jacek Kuroń

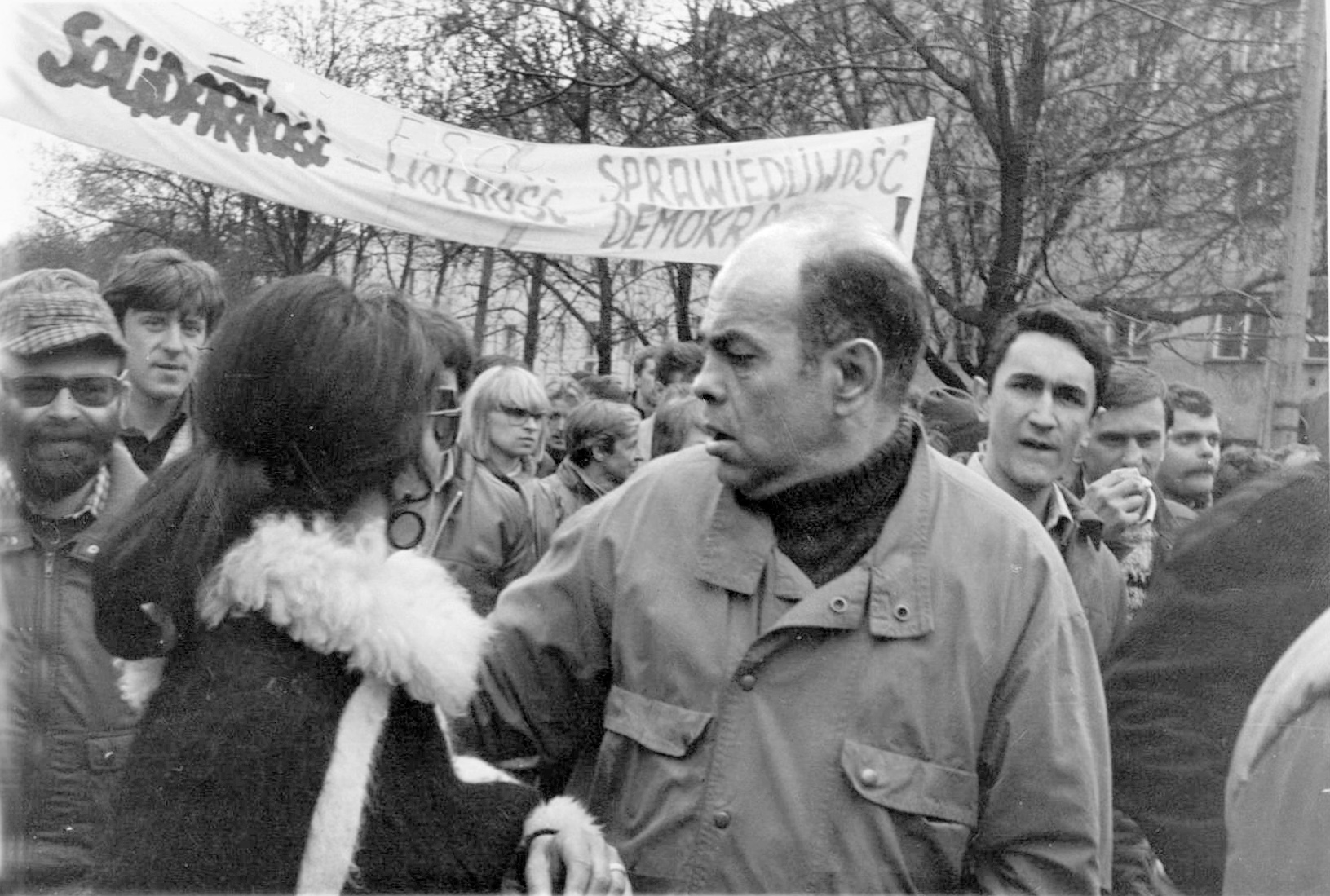
1. Mai 1989 Demonstration mit Opposition und Jacek Kuroń

Jacek Jan Kuroń (* 3. März 1934 in Lwów, Polen; † 17. Juni 2004 in Warschau) war ein polnischer Bürgerrechtler, Publizist, Historiker, Pädagoge und Politiker.
Jacek Kuroń, einer der führenden Köpfe der demokratischen Opposition in der Volksrepublik Polen, war Mitbegründer des Komitees zur Verteidigung der Arbeiter in den 1970er Jahren, und der Solidarność, einer der engsten Mitarbeiter von Lech Wałęsa. Er war Mitglied der Oppositionsseite in den Gesprächen am Runden Tisch 1989. In den ersten demokratisch gewählten Regierungen war Kuroń 1989–1990 und 1992–1993 Sozial- und Arbeitsminister. Er war Mitglied der Partei Unia Demokratyczna bzw. ab 1994 Unia Wolności. Bei der Präsidentenwahl 1995 erhielt er mehr als neun Prozent der Stimmen. Von 1989 bis 2001 war er Mitglied des Sejm in der X. (Volksrepublik), I., II. und III. (Dritte Republik).

## Biografie
Kuroń wuchs zunächst in Lwów im damaligen Ostpolen auf, das nach dem Zweiten Weltkrieg von der Sowjetunion annektiert wurde. 1946 zogen seine Eltern mit ihm in den Warschauer Stadtteil Żoliborz, wo er für den Rest seines Lebens wohnte. Er war ab 1949 Mitglied des kommunistischen Jugendverbandes Związek Młodzieży Polskiej, von 1952 bis 1953 war er dort hauptamtlicher Funktionär. In dieser Zeit war er auch Mitglied der kommunistischen Polska Zjednoczona Partia Robotnicza (PZPR; Polnische Vereinigte Arbeiterpartei), wurde aber wegen kritischer Äußerungen aus beiden Organisationen ausgeschlossen.
Er initiierte 1955 die Pfadfindergruppe der „Walteristen“ (benannt nach dem kommunistischen General „Walter“). 1956 wurde er wieder in die PZPR aufgenommen. Der General-Walter-Stamm wurde Teil des offiziellen Polnischen Pfadfinderverbandes ZHP. Kuroń führte den Stamm, bis er 1961 aufgelöst wurde, weil er seine Autonomie und Selbstverwaltung zu sehr hervorgehoben hatte und seine Theatergruppen die politischen Verhältnisse kritisiert hatten. Kuroń schrieb dann für die Pfadfinderzeitschrift Drużyna, wurde aber 1963 gekündigt, weil er angeblich falsche Erziehungskonzeptionen vertrat.
Parallel studierte er an der Universität Warschau und machte 1964 seinen Abschluss. Während des Studiums war er Mitglied der Związek Młodzieży Socjalistycznej (Vereinigung junger Sozialisten) und schloss sich 1962 dem von Karol Modzelewski gegründeten Diskussionsklub an der Universität Warschau an, der im Jahr darauf aufgelöst wurde. 1964 verbreitete er zusammen mit Karol Modzelewski und unter Mithilfe von Adam Michnik eine marxistische Kritik am kommunistischen System, den Offenen Brief an die Mitglieder der Grundorganisation der Polnischen Vereinigten Arbeiterpartei und die Mitglieder der Hochschulorganisation des Verbandes Sozialistischer Jugend an der Warschauer Universität. Daraufhin wurde er am 14 bis 15. November 1964 das erste Mal vom polnischen Sicherheitsdienst SB für 48 Stunden verhaftet sowie zum zweiten Mal aus der PZPR ausgeschlossen. 1965 wurde er zu drei Jahren Gefängnis verurteilt, aber 1967 wieder entlassen.
Während der studentischen März-Unruhen 1968 in Warschau wurde er abermals verhaftet und zu 3½ Jahren Haft verurteilt und 1971 wieder entlassen. Im Jahr 1975 war er an der Organisation von Protestaktionen gegen die Neufassung der Verfassung der Volksrepublik Polen beteiligt.
Während der August-Streiks 1980 in Danzig wurde er präventiv in Haft genommen und kam nach den Augustabkommen zwischen dem Regime und Solidarność im September wieder frei. Nach Verhängung des Kriegsrechtes von 1981 bis 1984 war er drei Jahre lang inhaftiert.

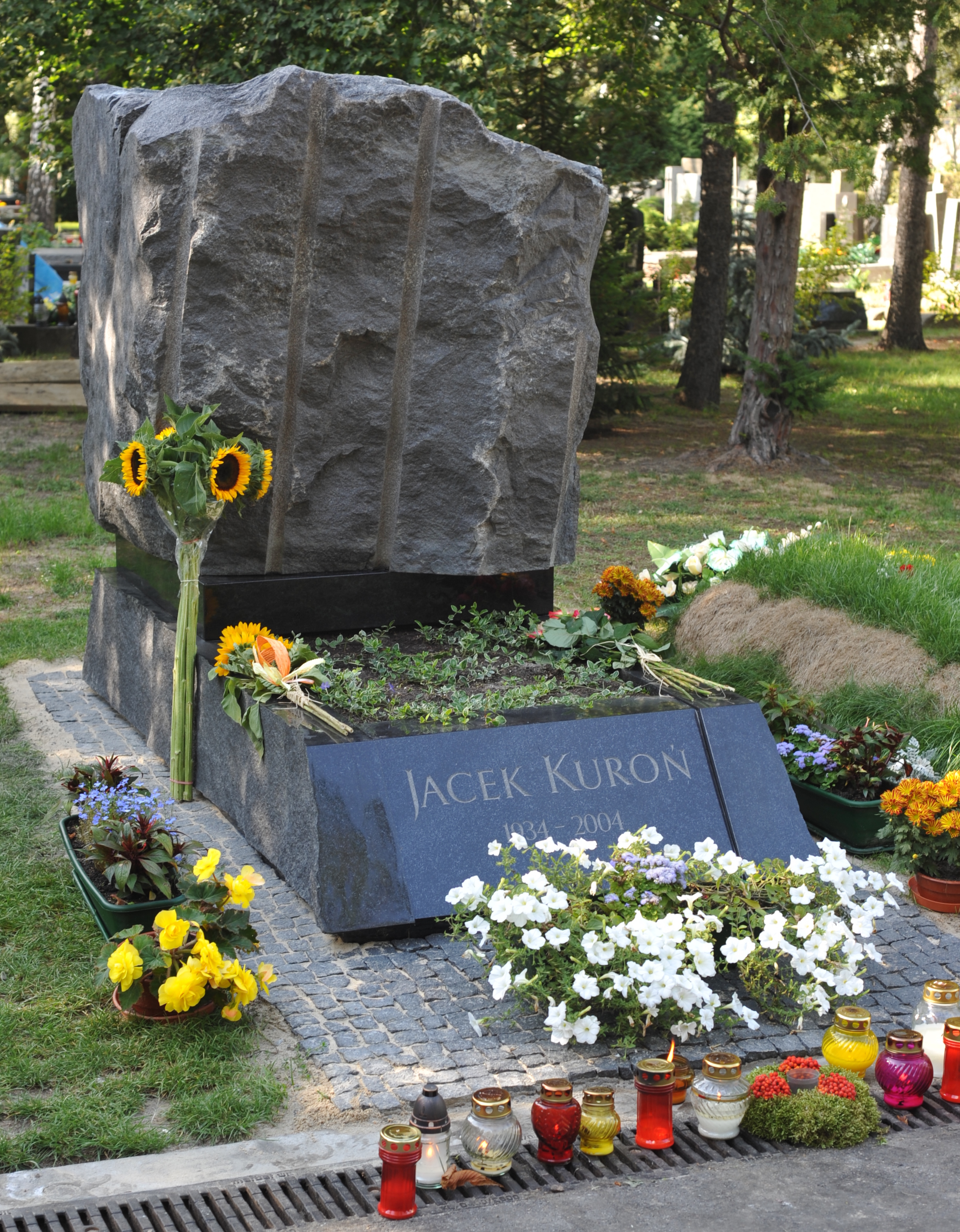
Grab von Jacek Kuroń auf dem Warschauer Militärfriedhof

Nach der Revolution von 1989 trat er der aus einem Teil der Solidarność-Bewegung hervorgegangenen Partei Ruch Obywatelski Akcja Demokratyczna (ROAD; Bürgerbewegung Demokratische Aktion) bei. Diese ging 1991 in der Unia Demokratyczna (UD) auf, aus der wiederum 1994 die Unia Wolności (UW) hervorging. Kuroń war von 1989 bis 2001 Abgeordneter im Sejm. Erstmals wurde er bei der halbfreien Wahl zum „Vertragssejm“ 1989 gewählt. Bei der ersten vollständig freien Sejmwahl 1991 wurde er ebenso wie bei den Wahlen 1993 und 1997 wiedergewählt. Vom 12. September 1989 bis 14. Dezember 1990 und von 11. Juli 1992 bis 26. Oktober 1993 war er Arbeits- und Sozialminister in den Regierungen von Tadeusz Mazowiecki und Hanna Suchocka. Er kandidierte für die Unia Wolności bei der Präsidentschaftswahl 1995, verpasste aber als Dritter mit nur 9,2 Prozent der Stimmen den Einzug in die Stichwahl.
Auf Antrag der Kinder erhielt er die internationale Auszeichnung als Kavalier des Ordens des Lächelns. Am 7. Januar 1999 wurde ihm das  Große Bundesverdienstkreuz verliehen.
Kuroń starb in der Nacht zum 17. Juni 2004 nach langer Krebserkrankung.

## Schriften
- mit Karol Modzelewski: Monopolsozialismus. Offener Brief an die Polnische Vereinigte Arbeiterpartei. Hoffmann und Campe, Hamburg 1969.
- Glaube und Schuld. Einmal Kommunismus und zurück. Aufbau, Berlin 1991, ISBN 3-351-02148-8.
- Dilemmas der Sozialpolitik. Neue Kritik, Frankfurt am Main 1993, ISBN 3-8015-0270-8.